# Karabinerklemmknoten
Der Karabinerklemmknoten ist ein Klemmknoten, der in der behelfsmäßigen Bergrettung als Steighilfe dient.

## Namen und Geschichte
Erfunden wurde der Karabinerklemmknoten von Franz Bachmann, deshalb wird er auch Bachmannknoten genannt.

## Anwendung

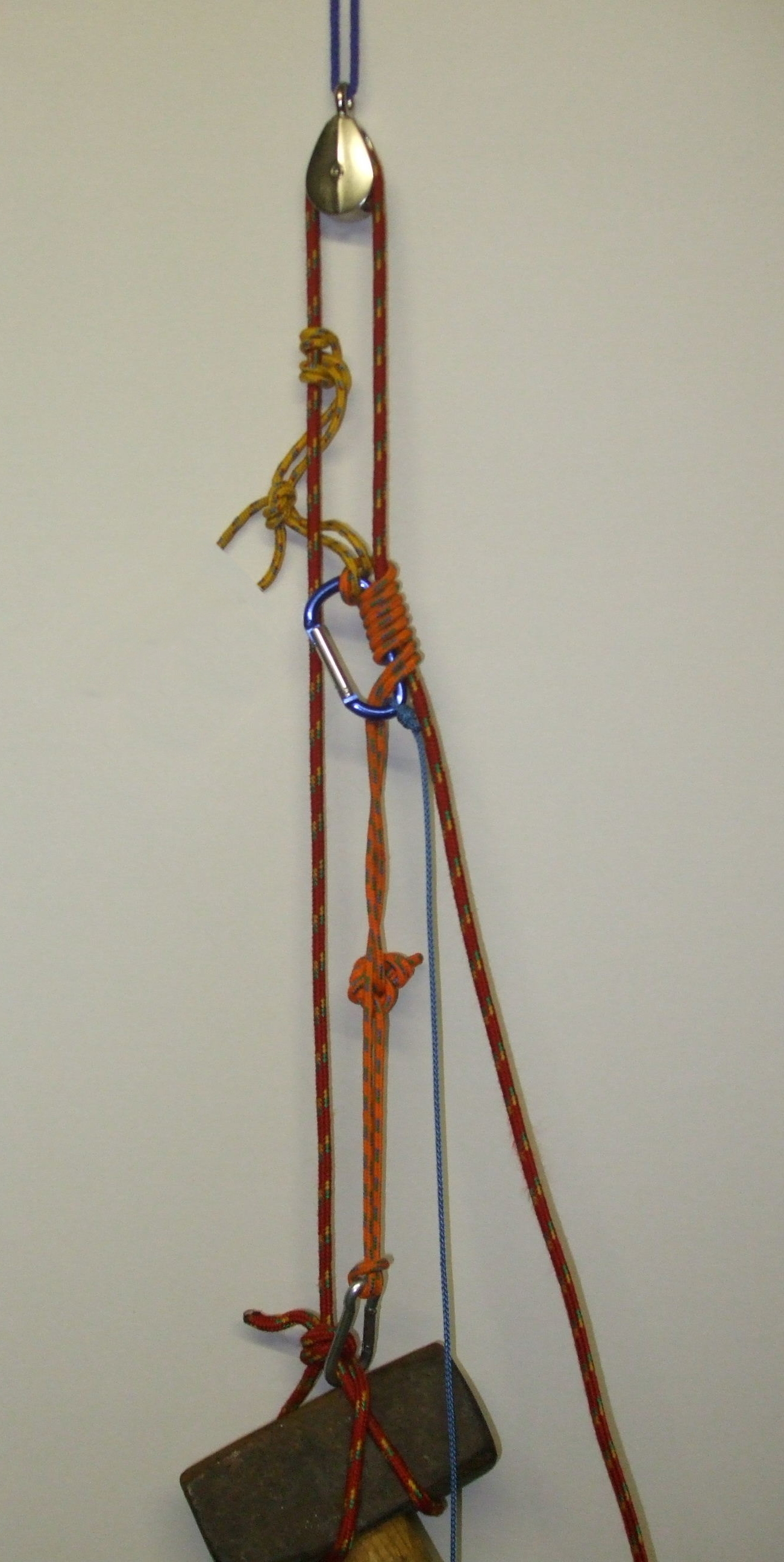
Bachmannlift
Gelb = Prusiklift (zieht den Karabiner nach)
Blau = Reißleine (lockert/zieht Karabiner zurück)
Orange = Karabinerklemmknoten (hält/sichert die Last)

Der Karabinerklemmknoten hält sowohl mit Reepschnur als auch mit Bandschlinge.
Bei Verwendung als Aufstiegshilfe werden zwei Steigschlingen (Reepschnur als 1,5 m lange Endlosschlinge) mit je einem Karabinerklemmknoten an das Seil gebunden. Durch Belasten einer Schlinge mit einem Fuß wird ein Knoten fixiert und die andere Schlinge ist entlastet. Der Knoten kann anschließend eine Schrittweite hochgeschoben werden, um die Schlinge erneut zu belasten. Zur Stabilisierung gegen Pendeln werden die Steigschlingen auf Hüfthöhe durch einen Karabiner am Klettergurt geführt.
Der Karabinerklemmknoten eignet sich auch zur Befestigung von Seilrollen am Seil, beispielsweise beim Bau eines Flaschenzuges oder bei der Spaltenbergung.
Der Karabiner lässt sich auch mit Handschuhen gut greifen, dabei ist zu beachten, dass der Karabiner nicht als Zuggriff benutzt werden darf, weil er den Klemmknoten lockert und die Reibung aufhebt. Das gilt auch für die umwickelte Seite des Karabiners. Nur der Zug an der Schlinge lässt den Knoten klemmen.
Der „Lockerungszug“ am Karabiner wird beispielsweise bewusst am „Bachmannlift“ (erweiterte Selbstseilrolle) angewendet. Durch die Verwendung einer „Reißleine“ (Hilfszugleine) am Karabiner wird dies zur kontrollierten Absenkung einer Last bei der Baumklettertechnik vom Boden aus vorgenommen. Der Karabinerklemmknoten lockert sich solange, wie am Karabiner gezogen wird. Durch das Entlasten der Reißleine zieht sich der Karabinerklemmknoten erneut zu und bremst so bis zum Stillstand die Last ab. Dadurch arbeitet der Bachmannlift zwar sicher aber ruckartig.

## Knüpfen
1. Variante: Eine Steigschlinge wird in einen Schraubkarabiner eingehängt. Sie wird mehrmals um das Seil herum und durch den Karabiner geführt.

2. Variante: Das Ende der Steigschlinge wird mehrmals um das Seil herum und durch den Karabiner geführt und zum Schluss das Auge in den Karabiner eingehängt.

Je höher die Anzahl der Umwicklungen, desto höher ist die Klemmwirkung.

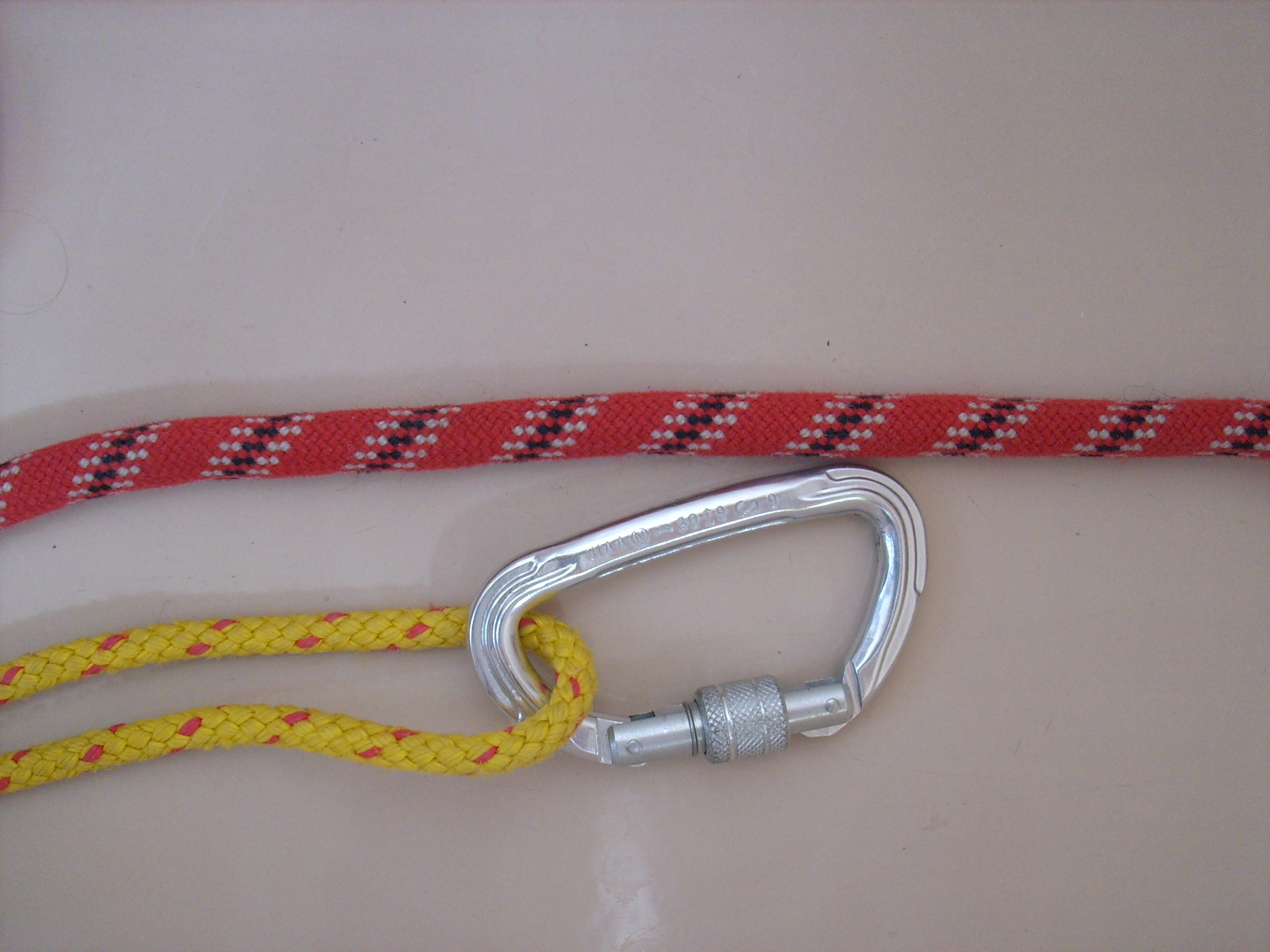
Steigschlinge in Karabiner
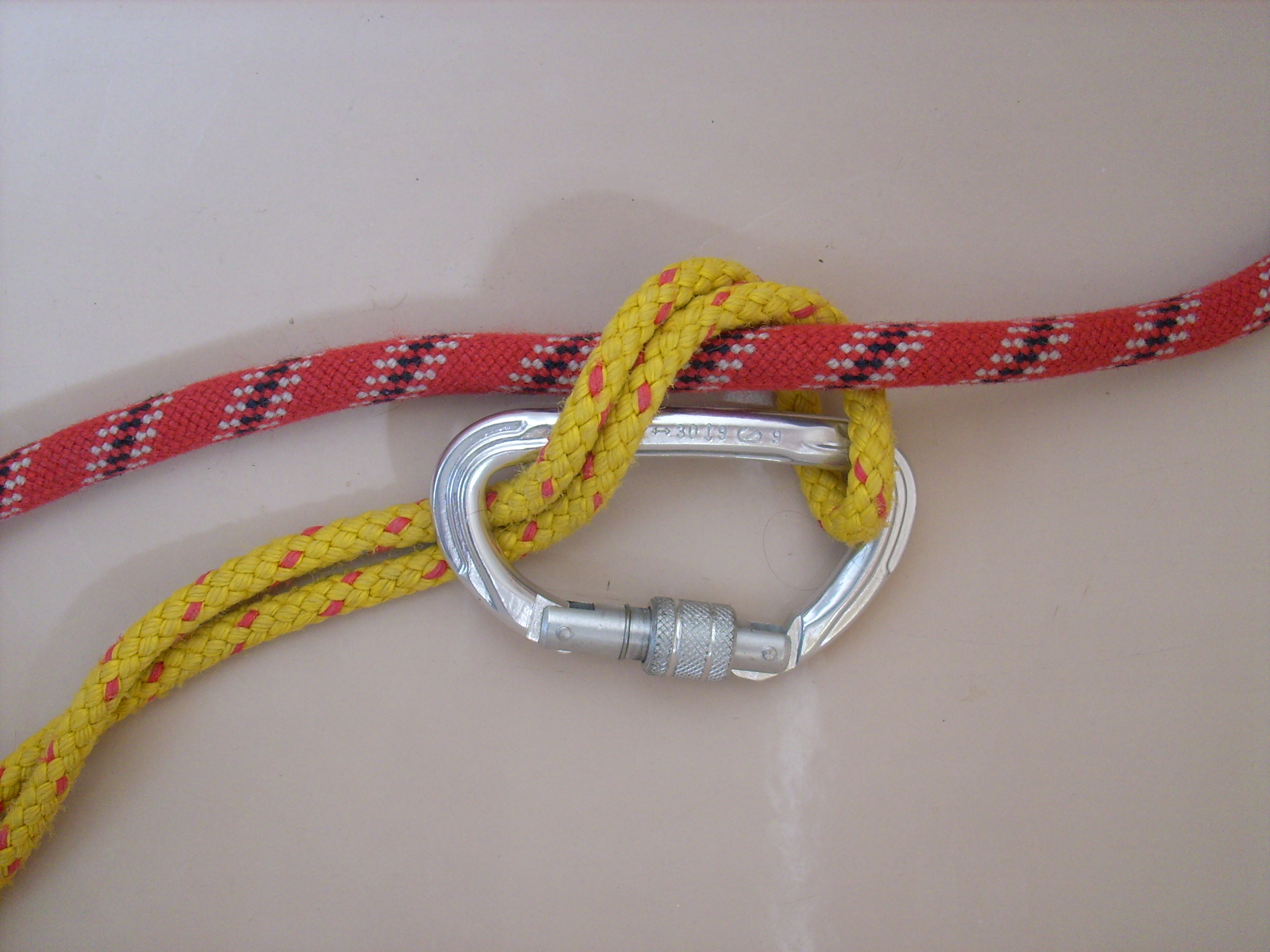
Um Seil und Karabiner
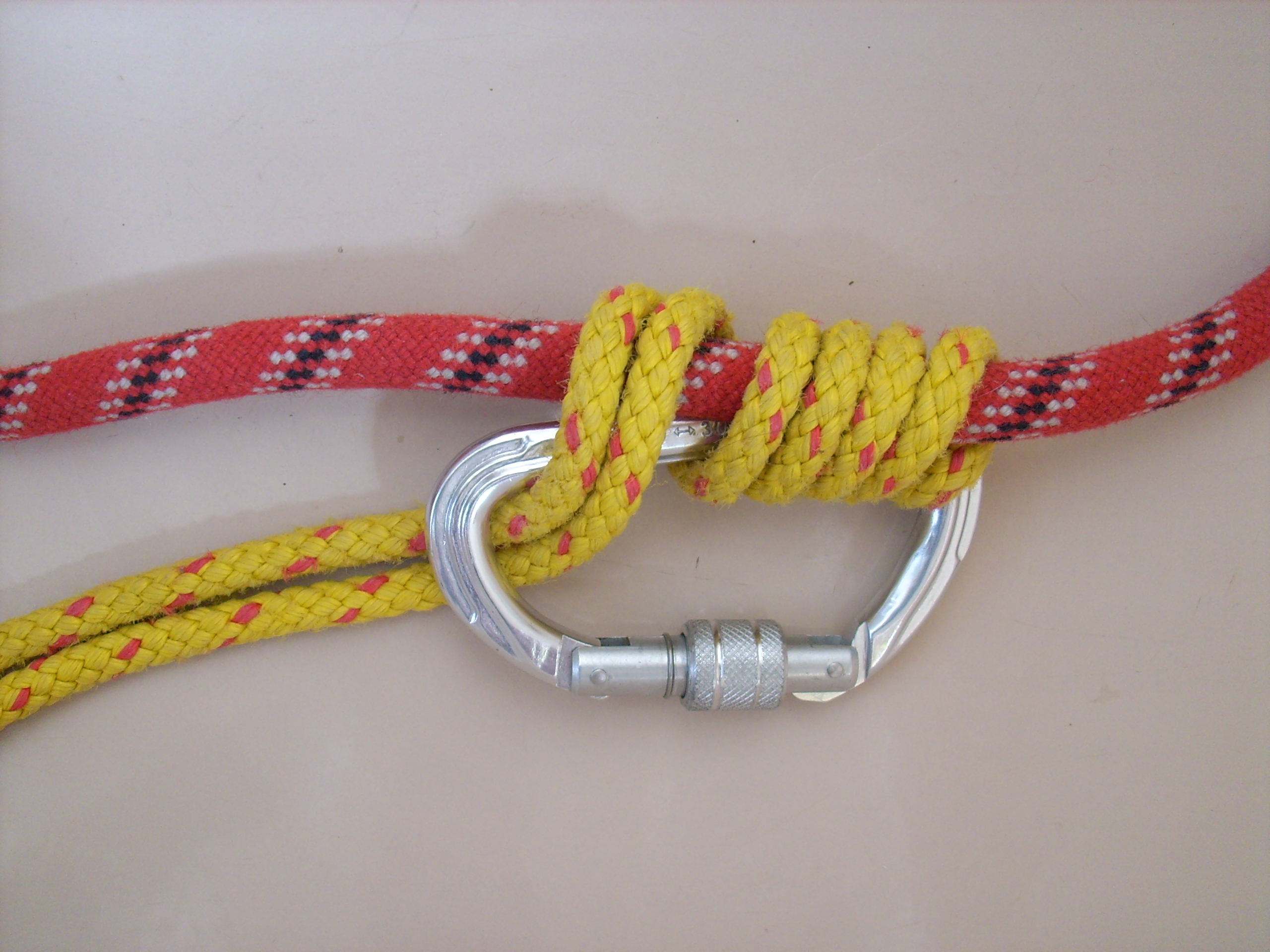
Fertig
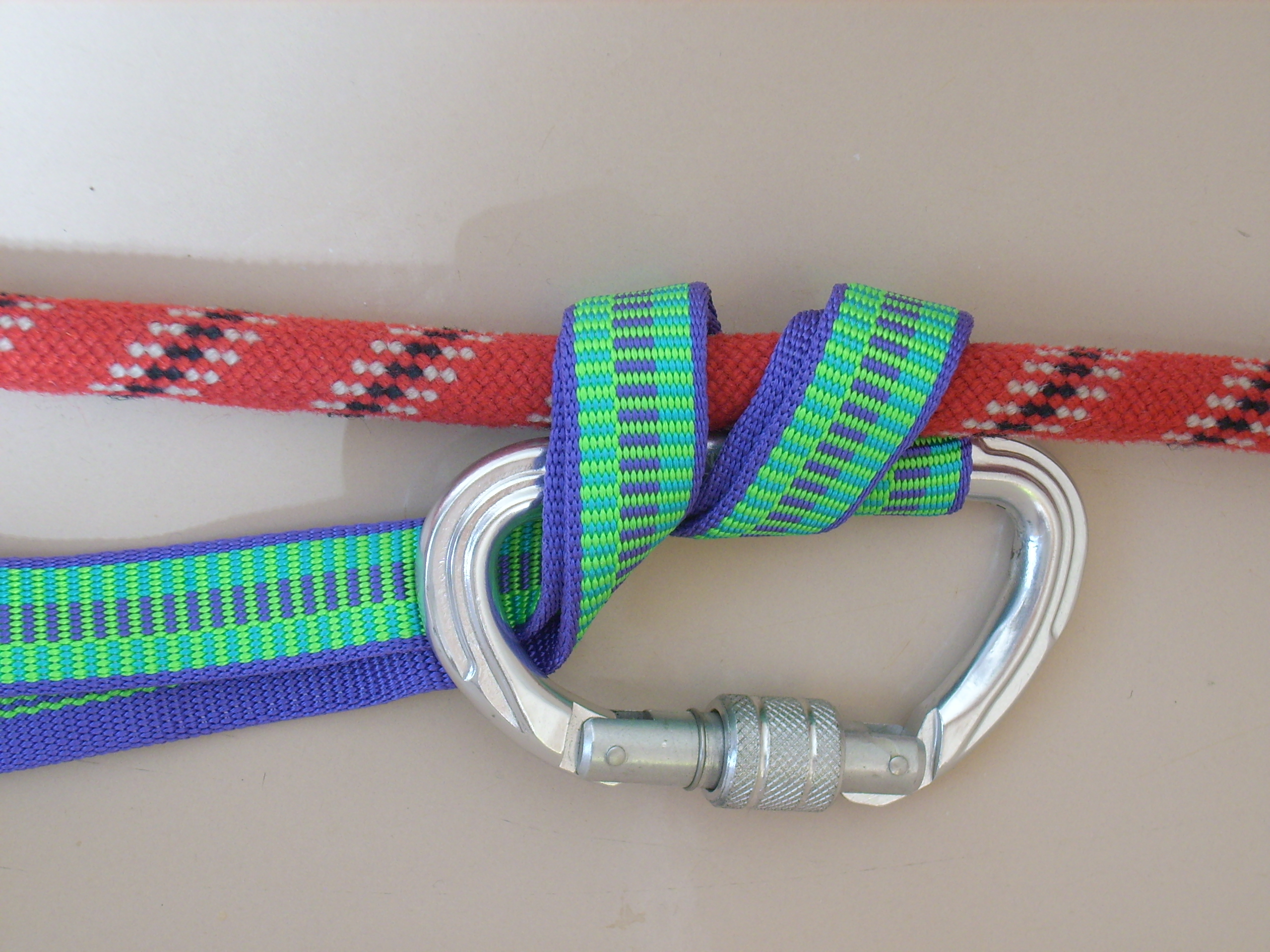
Mit Bandschlinge
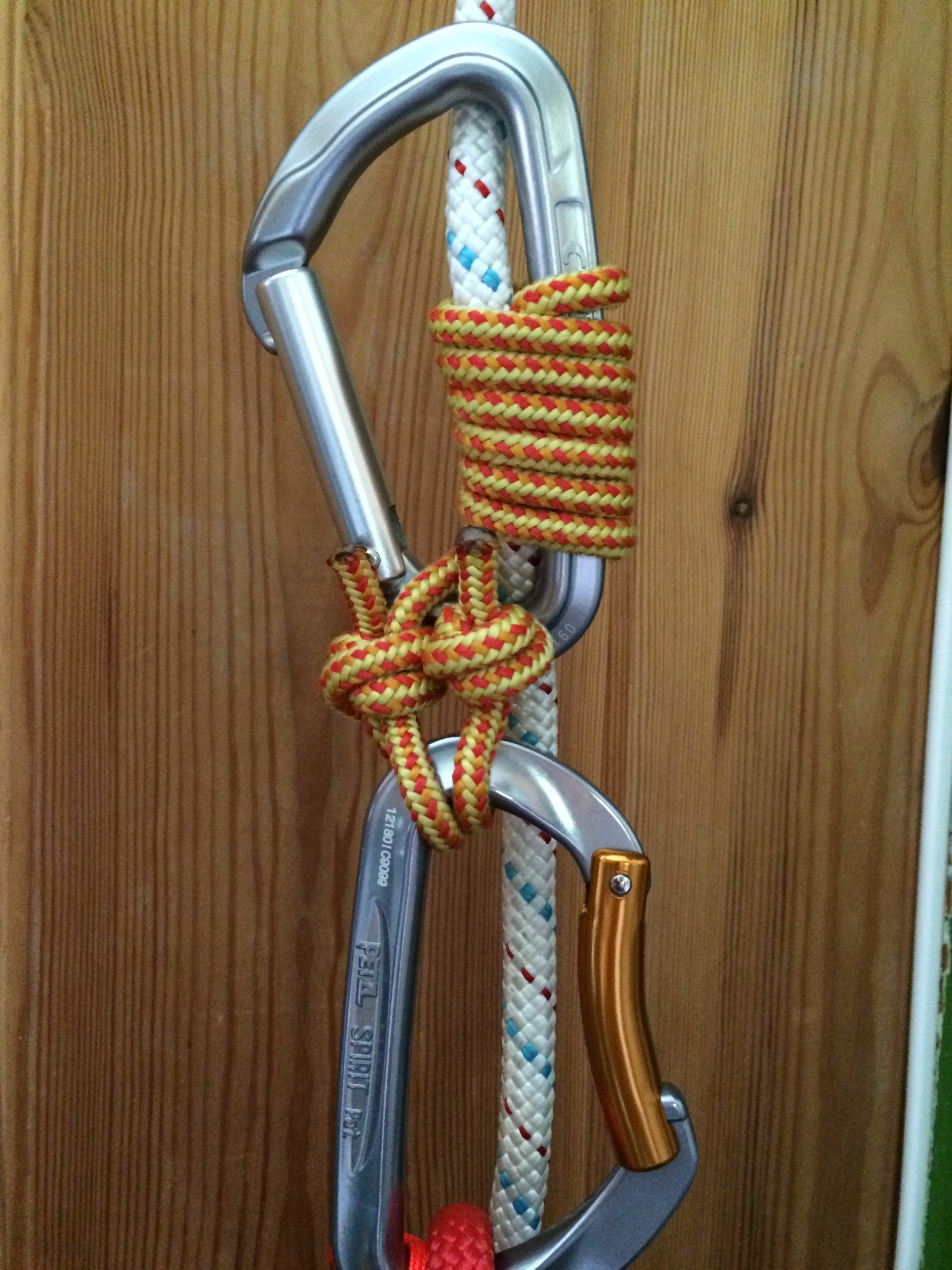
Kurzer Bachmannknoten mit Last am 2. Karabiner

## Alternativen

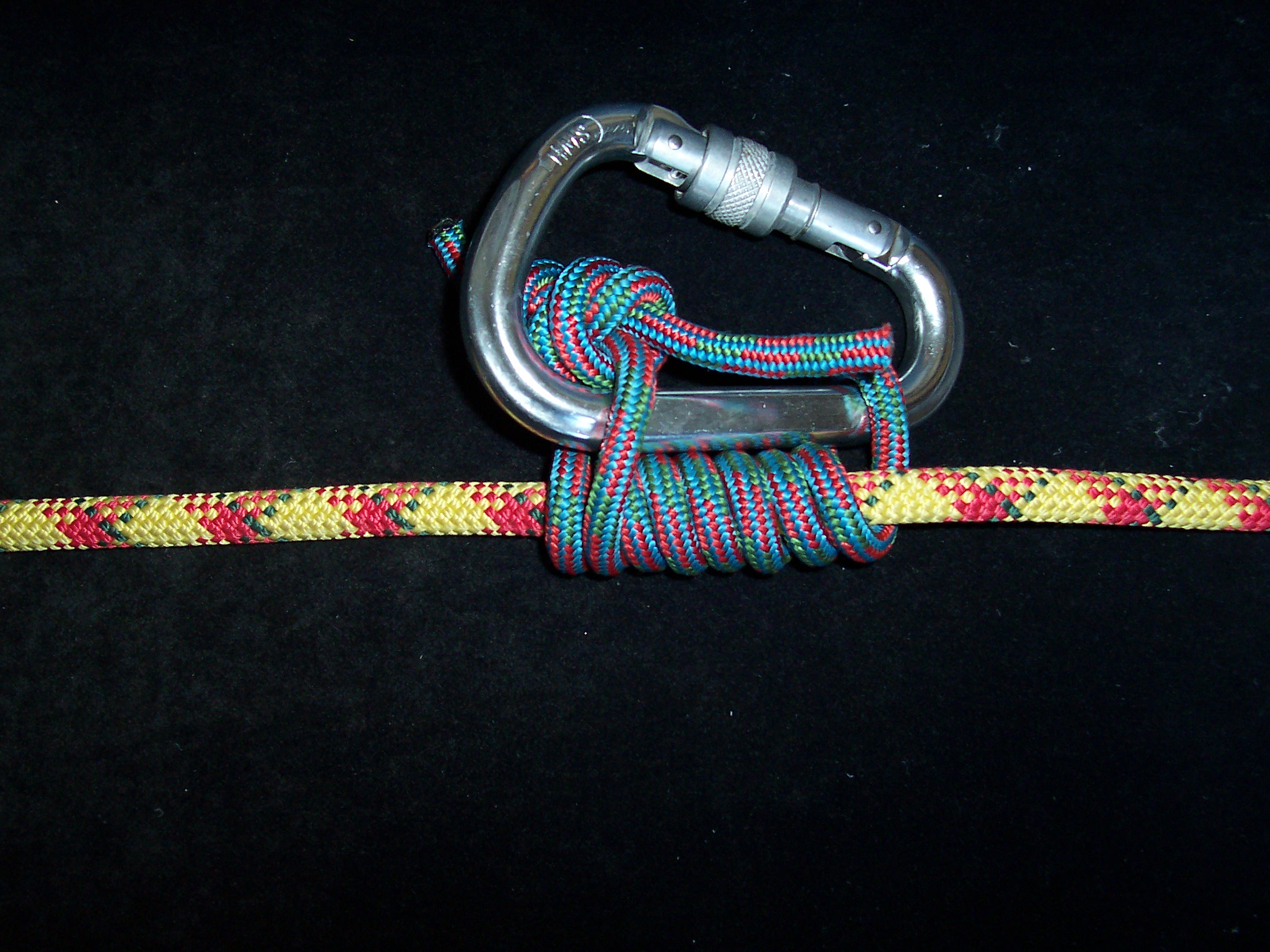
Sicherer Griff am Karabiner durch einen „Blocker“ nach ABoK #505

- Ohne Karabiner wird die Prusikschlinge verwendet.
- In der Seefahrt wird mit einem Seilstrang der Stopperstek verwendet.
- Mit einer Bandschlinge werden der FB-Kreuzklemm, der FB-Prusik und der FB-Bandklemmknoten verwendet.
- Eher selten wird der Kreuzklemmknoten verwendet.
- Soll der Karabiner als Haltegriff dienen, muss ein „Blocker“[3] mit einer Reepschnur um das Seil gewickelt werden. Der Karabiner wird nur am ersten und letzten Auge durchgeführt. (Siehe Bild rechts)